# Michael Steinke
Michael Steinke (* 4. Juli 1944) ist ein deutscher Regisseur und Kameramann, der sich vor allem durch seine Verfilmungen für Das Traumschiff sowie Verfilmungen aus der Rosamunde-Pilcher-Reihe und Verfilmungen der Romane von Inga Lindström einen Namen machte.

## Leben
Michael Steinke startete seine Karriere beim Fernsehen als Kameraassistent und Kameramann und verlegte sich erst später aufs Regiefach. 1980 war er einer von fünf Autoren, die das Drehbuch zum Drama Journeys from Berlin/1971 schrieben. Sein erster Film als verantwortlicher Kameramann war die Frank-Wedekind-Verfilmung Lulu mit Anne Bennent in der Hauptrolle. Nachdem Steinke erst bei drei Folgen des Traumschiffs (1992–1995 Tasmanien, Hongkong und Norwegen) als Kameramann fungierte, führte er von 1997 bis 2005 in siebzehn Folgen Regie. Seine erste Regiearbeit war 1996 der Thriller Rivalen am Abgrund mit Michael Roll, Christoph M. Ohrt und Ann-Kathrin Kramer. Von 1996 bis 1998 führte Steinke in drei Folgen der Erfolgsserie Ein starkes Team Regie. Des Weiteren führte er Regie bei verfilmten Werken von Barbara Wood, Charlotte Link, Inga Lindström und Rosamunde Pilcher. 2010 führte Steinke in dem Drama Im Schatten des Pferdemondes, Hauptdarsteller Philipp Brenninkmeyer und Catherine H. Flemming, Regie.
Am 10. September 2010 hatte das unter seiner Regie verfilmte Drama Der letzte Patriarch mit Mario Adorf und Hannelore Elsner TV-Premiere. Die Dreharbeiten für die zweiteilige Familiensaga führten die Crew nach Shanghai und Singapur. Der Film wurde zu Ehren von Mario Adorfs 80. Geburtstag gedreht.
Michael Steinke lebt derzeit in Berlin. Durch seine Filme, gedreht in Ägypten, Argentinien, Chile, China, England, Indien, Mexiko, Namibia, Neuseeland, Samoa, Thailand und in den USA hat er eine umfassende Auslandsdreherfahrung.

## Filmografie
- 1969: Die Mädchen der Madame (Kameraassistenz)
- 1980: Journeys from Berlin/1971 (Drehbuchautor)

Als Kameramann
- 1980: Lulu
- 1981: Nach Mitternacht
- 1982: Leben im Winter
- 1982: Gedächtnis – Ein Film für Curt Bois und Bernhard Minetti
- 1983: Kein Reihenhaus für Robin Hood
- 1983: Tu was, Kanake
- 1983: Der Tod kommt durch die Tür
- 1984: Wenn ich dich nicht hätte
- 1985: Der Hochzeitstag
- 1985: Laufen, leiden, länger leben
- 1985: Treffpunkt Leipzig
- 1985: Die Nervensäge (TV-Serie – mehrere Folgen)
- 1986: Die Klette
- 1986: Tödliche Liebe
- 1987: Beule oder Wie man einen Tresor knackt
- 1987–1991: Ein Fall für zwei (Fernsehserie)
  - 1987:  Wertloses Alibi
  - 1990: Vaterliebe
  - 1991: Schneewalzer
- 1988: Die Gunst der Sterne
- 1989: Dick Francis: In the Frame (Gefälscht oder auch Die ganze Palette des Todes)
- 1990: Willi – Ein Aussteiger steigt ein
- 1990: Ewald – Rund um die Uhr
- 1990: Gesucht wird Ricki Forster
- 1991: Müller und Miller
- 1991: Ende der Unschuld
- 1992: Rotlicht
- 1992–1995: Das Traumschiff  (TV-Reihe: Tasmanien, Hongkong, Norwegen)
- 1993: Ein Mord danach
- 1994: Nicht nur der Liebe wegen
- 1994–2005: Ein starkes Team a) Gemischtes Doppel b) Mörderisches Wiedersehen c) Erbarmungslos
- 1995: Rosamunde Pilcher: Das Ende eines Sommers
- 1995: Nich’ mit Leo
- 1995: Mutter mit 18
- 1995: Zu treuen Händen
- 1999/2000: Eine Liebe auf Mallorca – Eine Liebe auf Mallorca 2
- 1996: Das Traumschiff: Sydney

Als Regisseur
- 1996: Rivalen am Abgrund
- 1997: Ein Mord für Quandt (TV-Serie – mehrere Folgen)
- 1996–1998: Ein starkes Team a) Mörderisches Wiedersehen b) Mordlust c) Das Bombenspiel
- 1997–2005: Das Traumschiff  (TV-Reihe): St. Lucia, Argentinien, Galapagos/Jamaika, Namibia, Tahiti, Bali, Neuseeland, Seychellen, Mexiko, Chile und die Osterinseln, Thailand, Sambia und Victoriafälle, Südsee, Australien, Samoa, Oman, Burma/Myanmar
- 1999: Delta Team – Auftrag geheim!  (TV-Serie – mehrere Folgen)
- 1999: Das verbotene Zimmer
- 2000: Eine Liebe auf Mallorca 2
- 2000–2001: Rosamunde Pilcher: Zerrissene Herzen, Kinder des Glücks, Flamme der Liebe, Wege der Liebe, Segel der Liebe, Die Liebe ihres Lebens, Gefährliche Brandung
- 2001: Jetzt bin ich dran, Liebling!
- 2002: Die fabelhaften Schwestern
- 2002: Barbara Wood: Spiel des Schicksals
- 2004–2007: Inga Lindström: Wind über den Schären, Die Pferde von Katarinaberg, Ein Wochenende in Söderholm
- 2005: Der Ranger
- 2006: Charlotte Link: Die Täuschung
- 2006: Der Ferienarzt in der Toskana
- 2006: Afrika – Wohin mein Herz mich trägt
- 2007: Die Frauen der Parkallee
- 2008: Italien im Herzen
- 2008: Mordkommission Istanbul – Die Tote in der Zisterne
- 2009: Für immer Venedig
- 2009: Island – Herzen im Eis
- 2010: Im Schatten des Pferdemondes
- 2010: Der letzte Patriarch